# Gerbrandus Jelgersma

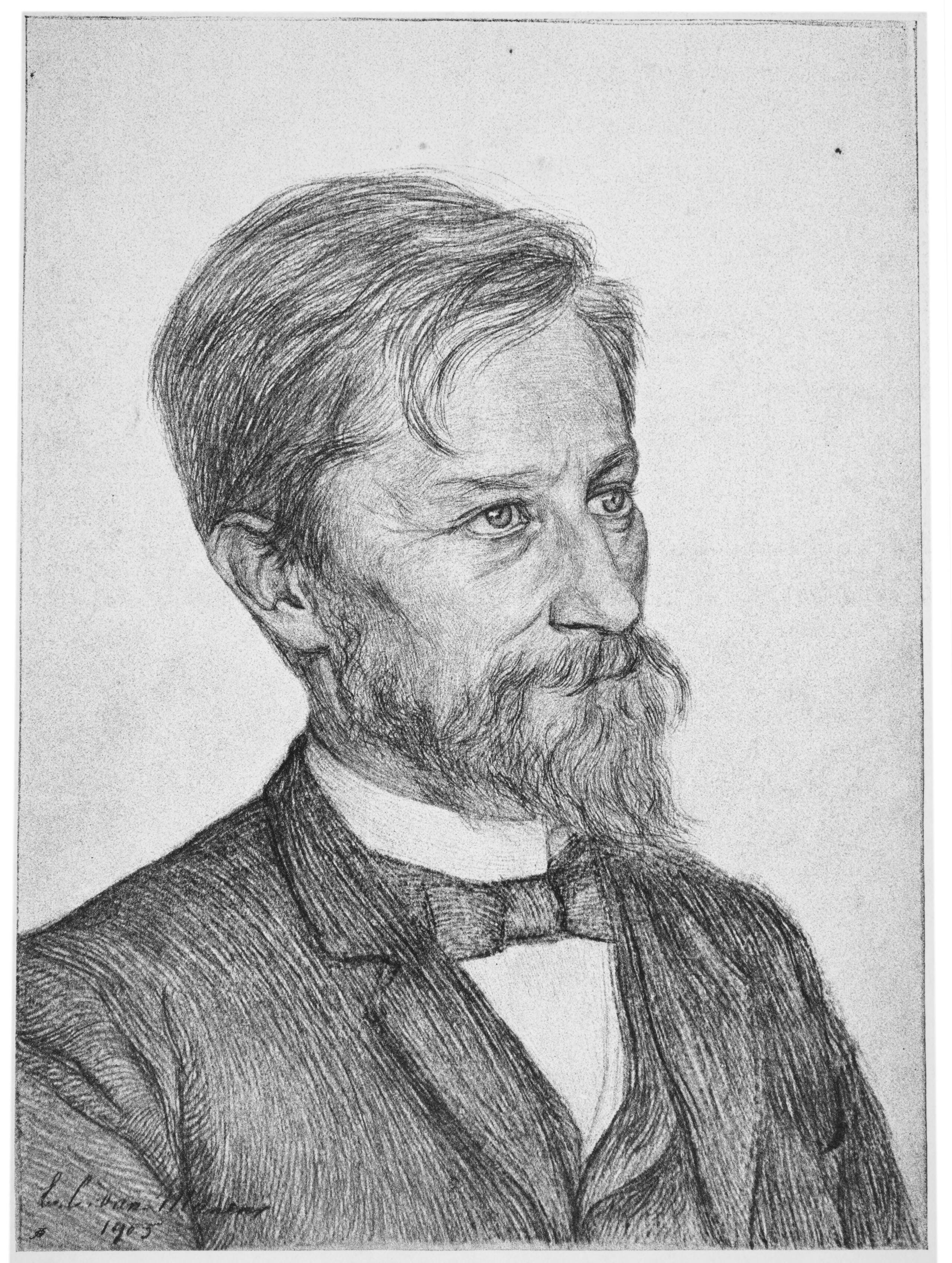
Gerbrandus Jelgersma

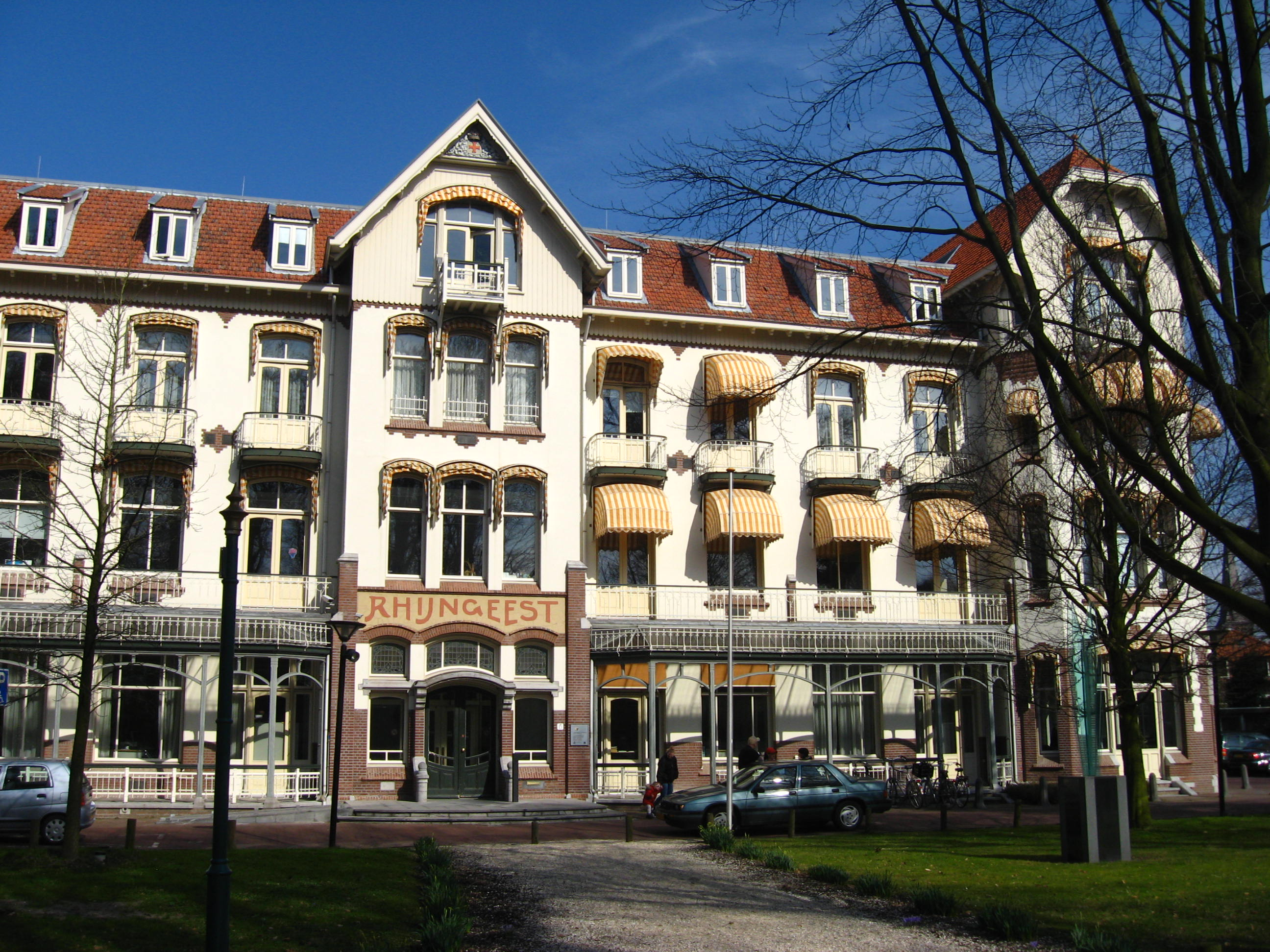
Die Jelgersmaklinik in Oegstgeest

Gerbrandus Jelgersma (* 1. November 1859 in Doeveren; † 17. August 1942 in Oegstgeest) war ein niederländischer Psychiater und Neurologe.

## Leben
Gerbrandus war der Sohn des Pfarrers Bernardus Jelgersma (* 14. April 1824 in Warmenhuizen; † 9. Dezember 1899 in Apeldoorn) und dessen am 25. Februar 1853 in Obdam geheirateten Frau Titia Jiskje Faber (* 20. Oktober 1824 in Hemelumer Oldeferd; † 8. Januar 1880 in Amsterdam). Er besuchte die höhere Bürgerschule in Alkmaar und studierte 1878 Medizin an der Universität von Amsterdam. Hier absolvierte er 1885 sein Arztexamen und ging dann nach Bloemendaal, wo er am Krankenhaus Meerenberg arbeitete. 1887 habilitierte er sich in Amsterdam als Privatdozent für Kriminalanthropologie, ging 1894 als Direktor des neurologischen Sanatoriums De Vogel- en Plantentuin nach Arnhem und erhielt 1897 die medizinische Ehrendoktorwürde der Universität Utrecht.
Am 23. Mai 1899 wurde er zum ersten niederländischen Professor der Psychiatrie und Neurologie an die Universität Leiden berufen, wozu er am 20. September 1899 die Einführungsrede Psychologie en pathologische Psychologie hielt. Jelgersma suchte anfänglich die Ursachen von psychischen Erkrankungen in der Struktur des Gehirns. Hierzu zerschnitt er das Gehirn in hauchdünne Scheiben und konnte so die komplizierte Infrastruktur desselben untersuchen. Dabei entwickelte er eine Methode, wie man Nervenbahnen einfärben konnte. Später wurde er Anhänger der Theorie der Psychoanalyse von Sigmund Freud, welche davon ausgeht, dass psychische Störungen in den früheren Erfahrungen des Menschen liegen. 1900 wurde er Redakteur der Psychiatrische en Neurologische Bladen, verfasste über 100 Einzelabhandlungen in verschiedenen medizinischen Schriften und 1930/31 entstand sein literarisches Hauptwerk Lerboek der Psychiatrie.
Er wurde Mitglied der niederländischen Vereinigung der Psychiatrie und Neurologie, sowie anderer Gelehrter Gesellschaften. 1907 organisierte er in Amsterdam den internationalen Kongress der Psychiatrie und wurde 1924 Ritter des Ordens vom niederländischen Löwen. 1913/14 war er Rektor der Leidener Hochschule, wozu er am 9. Februar 1914 die Rektoratsrede Ongeweten geestesleven hielt. Am 2. Januar 1930 legte er seine Professur nieder und wurde am 15. September 1930 emeritiert. Zu Beginn seiner Professur initiierte er in dem Leidener Vorort Oegstgeest den Bau einer psychiatrischen Klinik, welche 1900 bis 1903 unter dem Namen Rhijngeest errichtet wurde. Hier hielt er sich auch nach seiner Emeritierung auf. Die Klinik erhielt 1950 den Namen Jelgersmaklinik.

## Familie
Jelgersma verheiratete sich am 21. Dezember 1888 in Schiedam mit Elisaberta Henrica Nelida Johanna Ris (* 27. März 1866 in Schiedam; † 28. April 1930 in Oegstgeest), die Tochter des Elisabertus Henricus Ris (* 15. März 1839 in Schiedam; † 2. April 1866 ebd.) und dessen am 5. Juni 1862 in Schiedam geheirateten Frau Clasina van der Zee (* 24. Februar 1838 in Schiedam; † 16. September 1883 ebd.). Aus der Ehe stammen 3 Töchter und ein Sohn. Von den Kindern kennt man:
- Bertha Titia Jelgersma (* 22. September 1889 in Bloemendaal; † 6. August 1975 in Den Haag) verh. 29. Januar 1914 in Leiden mit dem Journalist Herman Jacob Kiewiet de Jonge (* 9. Juli 1885 in Dordrecht; † 29. Juli 1933 in Bandung/Java)
- Gerda Maria Jelgersma (* 31. Januar 1891 in Bloemendaal; † 1. Oktober 1971 in Leiden) verh. 1. August 1913 in Noordwijk mit Arzt Pieter Timmers (* 16. April 1887 in Naaldwijk; † 14. November 1974 in Leiden)
- Johanna Clasina Jelgersam (* 25. Juni 1892 in Bloemendaal; † 13. September 1969 in Utrecht) verh. I. 17. November 1910 in Leiden mit Hubert Paulus van Tuijll van Serooskerken (* 26. September 1883 in Den Haag; † 16. August 1958 ebd.); verh. II. 14. Januar 1921 in London mit Carel Frederik Eduard van Ingen (* 12. Januar 1899 in s'-Hertogenbosch; † 5. September 1933 in Woerden)
- Bernhard Jelgersma (* 26. Juni 1898 in Arnhem; † 14. Oktober 1953 in Utrecht) wurde Arzt, verh. 19. Juni 1931 in Leiden mit Machteld Aleid Colenbrander (* 13. August 1905 in Voorburg; † 21. Juni 1997 in Wageningen)

## Schriften (Auswahl)
- De beoefening der crimineele anthropologie en gerechtelijke psychiatrie aan de Universiteit. Utrecht 1894
- Wijsgeerige Strijdschriften. Amsterdam 1896
- Psychologie en Philosophie. Amsterdam 1896
- Leerboeken der functioneele neurosen. Amsterdam 1897–1900
- Psychologie en pathologische Psychologie. Leiden 1899
- Het hysterisch stigma. Amsterdam 1903
- De physiologische beteekenis van het cerebellum. Amsterdam 1904
- Over waandenkbeelden. Amsterdam 1911
- Een geval van hysterie, Psycho-analytisch behandeld. Leiden 1915
- Leerboek der psychiatrie. Amsterdam 1911–1912, 3. Aufl. 1926
- De kleine hersenen anatomisch, physiologisch en pathologisch. Amsterdam 1920
  - Das Kleinhirn in anatomischer, physiologischer und pathologischer Hinsicht. 1932
- Atlas anatomicum cerebri humani. Amsterdam 1931 (Online)
- Das Gehirn der Wassersäugetiere, eine anatomische Untersuchung. Leipzig 1934